# King Street (Toronto)

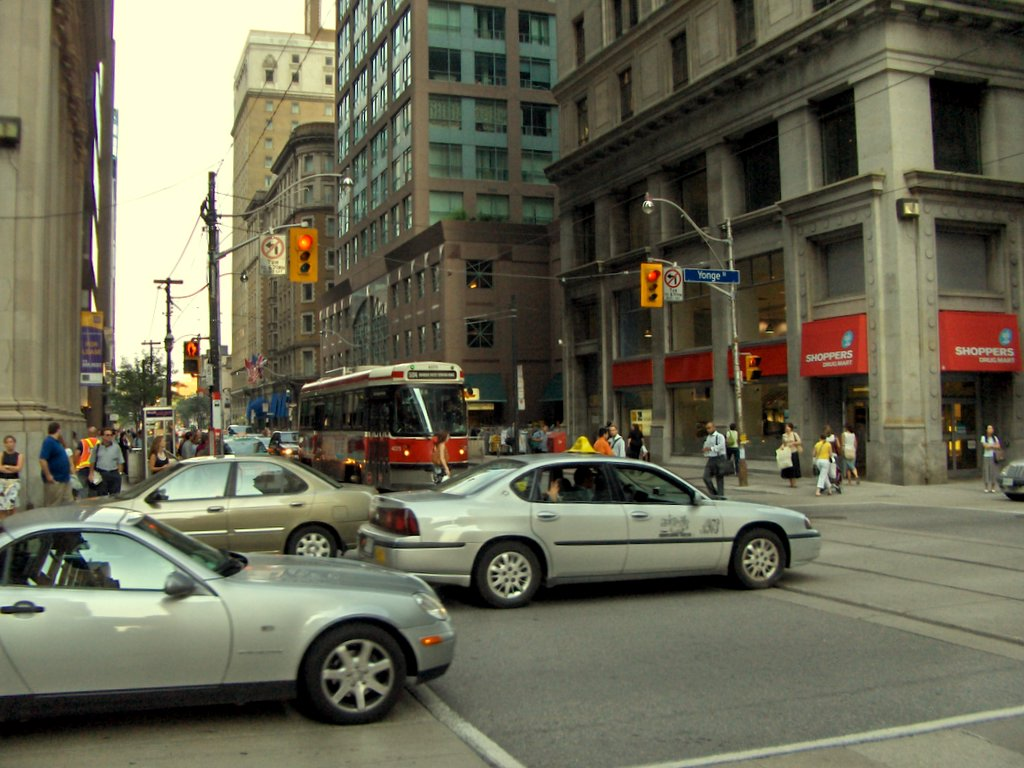
King Street at Yonge

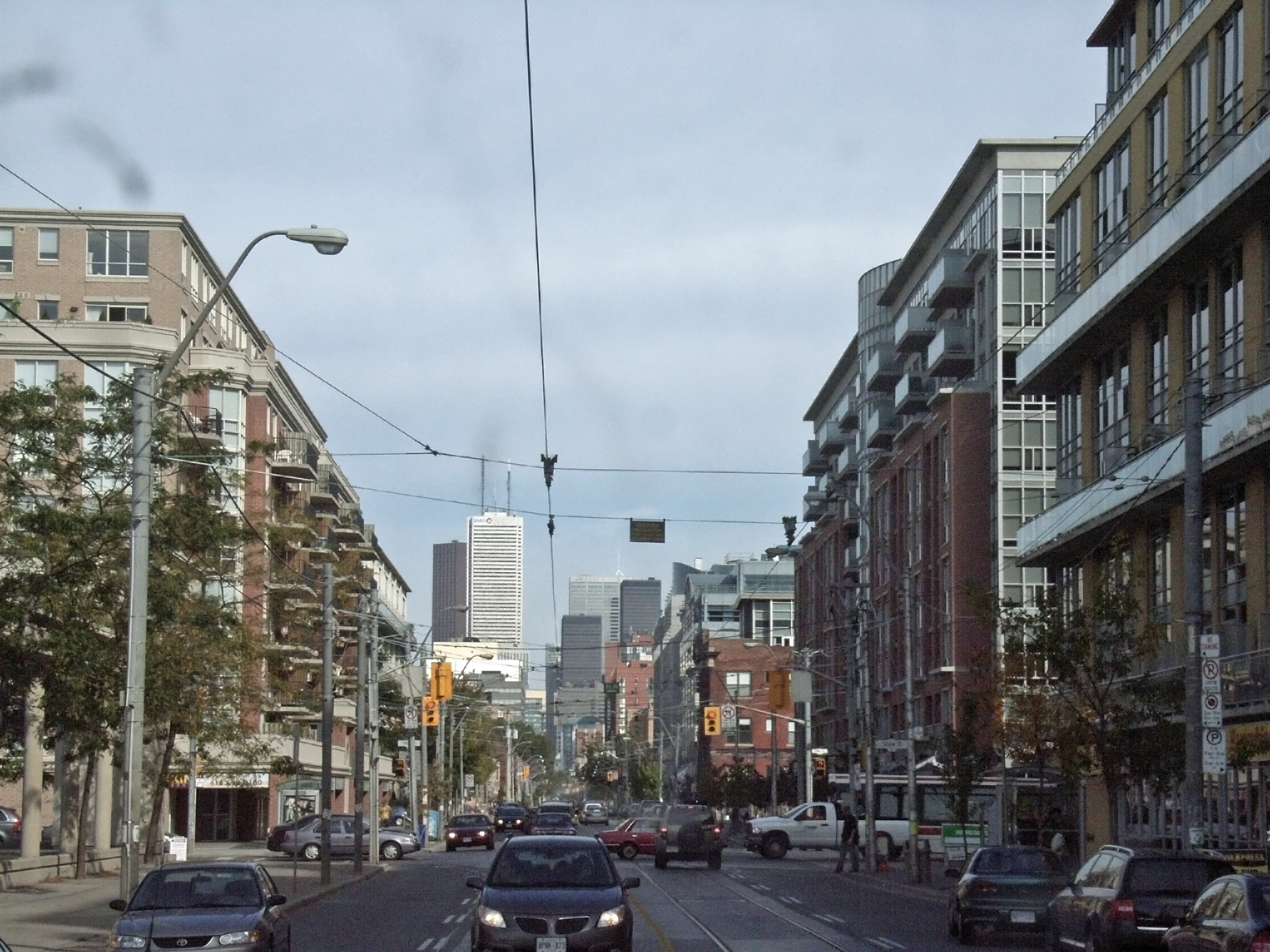
King Street West

King Street ist eine von mehreren großen, von Ost nach West verlaufenden Geschäfts- und Hauptverkehrsstraßen in Toronto, Ontario, Kanada. Die Straße wurde nach König Georg III. benannt. In der Zeit des Baus der Straße gehörte die Stadt, die damals York hieß, der britischen Monarchie an. Die King Street wird von The Queensway im Westen, der Roncesvalles Avenue im Norden und der Queen Street West im Osten gekreuzt. 
Auf der King Street betreibt der Verkehrsbetrieb Toronto Transit Commission die Straßenbahnlinie 504. Die Linie, die täglich von rund 50.000 Fahrgästen genutzt wird, verbindet an der U-Bahn-Linie Yonge-University-Linie die U-Bahn-Station St. Andrew auf der University Avenue mit der U-Bahn-Station King auf der Yonge Street. Des Weiteren werden durch die Bloor-Danforth-Linie die U-Bahn-Stationen Dundas West und Broadview miteinander verbunden. 
In den vergangenen Jahren siedelten sich mehrere exklusive Restaurants, Bars, Boutiquen, Clubs und Kunstgalerien an. Weiterhin befinden sich für Nachtschwärmer jede Menge Clubs und Diskotheken auf der Straße. In unmittelbarer Nähe befinden sich auch das Rogers Centre, Air Canada Centre, der Distillery District, Hockey Hall of Fame, Roy Thomson Hall, ein großes Theater, das Sony Centre for the Performing Arts, St. Lawrence Market und das historische King Edward Hotel. 
Canada’s Walk of Fame verläuft entlang der King Street von der John Street und endet am südlichen Ende der Simcoe Street. Auf dem Walk of Fame werden kanadische Schauspieler, Musiker, Künstler und Sportler geehrt. 